# Eric Forsgren
Eric Oskar Forsgren, född 1 augusti 1928 i Robertsfors i Västerbotten,, död 9 november 2018 på Lidingö, var en svensk dokumentärfilmare och reporter som under många år arbetade för Sveriges Television. 

## Verksamhet
Eric Forsgren inledde sin karriär som reporter för Sveriges Television 1957 i samarbete med fotografen Per Åke Blidegård. Året efter blev de båda anställda på nyhetsprogrammet Aktuellt med ansvar för att bevaka landets två nordligaste län och senare även hela Nordkalotten. Hans reportage från den norrländska glesbygden fick ett mycket stort genomslag under televisionens barndom. Från omkring 1960 fortsatte han sin karriär som producent av teveprogram och sedan som ansvarig för Sveriges Televisions verksamhet i Luleå, sedermera SVT Nyheter Norrbotten. Några år senare startade han ett fristående produktionsbolag för film och TV-program tillsammans med sin bror Nils Forsgren. Bolaget fick efter en tid svårt att finna uppdragsgivare i de norra delarna av Sverige varför bröderna i början av 1970-talet beslutade att flytta söderut och hamnade då på Lidingö. 
Han utgav tillsammans med sin bror Nils Forsgren boken Lidingö- människor och miljöer (1995), där han även svarat för en stor del av bokens bildmaterial och flygfotografering.
Eric Forsgren har även givit ut böckerna Historien om Robertsfors (1997), Återseenden – Norrland i ett TV-perspektiv (2002), som handlar om pionjäråren i övre Norrland, och Nasafjäll - Silverfjället ett omänskligt gruväventyr (2008). År 2016 utgav han sin självbiografi under titeln Mitt liv – det som jag minns.

### Eric Forsgrens dokumentärfilmpris
Under 2008 donerade han en summa på 1 miljon kronor för instiftandet av Eric Forsgrens dokumentärfilmpris för bästa svenska dokumentärfilm, med syftet att främja den renodlade dokumentärfilmen avsedd för television som han anser varit eftersatt under många år, och priset delas ut årligen. Juryn, med filmprofessorn Leif Furhammar som ordförande, utsåg 27 november 2008 dokumentärfilmaren Tom Alandh till den förste pristagaren. Priset delades ut vid Musikhögskolan i Piteå.
Eric Forsgren är begravd på Lidingö kyrkogård.

## Filmografi
Eric Forsgren var huvudansvarig vid framtagningen av följande dokumentärfilmer och TV-program:
- Skolbiblioteket i funktion, 1963
- Ett fönster mot världen, 1964
- I lapparnas land, 1966
- Buss på Nordkalotten, 1969?
- Energi i storstad (En upplysningsfilm om Stockholms Energiverk och vad som händer i själva verket), 1979
- Samspel om el (Ett reportage om nordiskt elsamarbete), 1979
- Energin och miljön, 1980
- När Sverige blev strömförande - en historisk återkoppling, 1982
- Blågul kraft - Sveriges el- och energiförsörjning, 1983
- Lapland Holiday, 1966?
- Vad hände i Harrisburg? (Ett reportage om kärnkraftsolyckan på Three Mile Island), 1980?

### TV-dokumentärer
- Nordkalotten - det nya turistlandet, 1960
- Lapplands apostel. Laestadianernas 100-årsjubileum, 1961
- Lappmarksdoktorn. Einar Wallquist porträtteras, 1962
- En jägare och fångstman. Hos Sigge Länta i Aktse, 1962
- Fiolen min. Hemma hos riksspelman Jon Erik Öst, 1962
- Dokumentärfotografen Sune Jonsson porträtteras, 1962
- Spaningsflygare, 1962
- Så gör vi TV. Arbetet bakom kulisserna, 1962
- Vad vill TV? Om TV:s programpolitik, 1962
- Renskötarna, 1962
- Avfolkning i norr, 1963
- Resa i Norden (Fyra program), 1962
- Byn som försvann. Dokumentär om vattenkraftsutbyggnad, 1963
- Miljard för malm. Lamcoprojektet i Liberia, 1963
- Svenskar i Nimba (Liberia), 1963
- Söndagsbilagan. Om fördomar mot norrlänningar, 1964
- Järva-Per. Dokumentär om storviltsjägaren Per Blind, 1964
- Säljägare, 1964
- Porjus, 1964
- Den svenska emigrationen till USA (Sex program), 1964
- Pärlälven, 1965
- Fjällbor (Två program), 1965
- Silverfjället. Om gruväventyret i Nasafjäll, 1968
- Geniet från Burträsk. Företagaren Alvar Lindmark porträtteras, 1970
- Dragspelets Mississippi. Dokumentär om Ådalens dragspelskungar, 1972
- Konsten att överleva. Dokumentär om avfolkningskommuner i Norrland, 1974
- Husesyn i nya Sverige. En kritisk besiktning med Olle Bengtzon, 1974
- Kampen som kom av sig. Dokumentär om brukssamhället Robertsfors, 1977
- Sveket kring Vindelälven, 1978
- Att hjälpa eller stjälpa. Dokumentär om industriminister Nils G Åsling, 1978
- Roland Svensson skärgårdsskildrare, 1981
- Målar'n i Svaipa. Grafikern Rune Pettersson porträtteras, 1991